# Колибри-отшельники (подсемейство)
Колибри-отшельники (лат. Phaethornithinae) — подсемейство птиц семейства колибри.

## Роды
- Рыжебородый солнечный колибри[2] Anopetia Simon, 1918
- Eutoxeres Reichenbach, 1849 — Орлиноклювые колибри
- Glaucis Boie, 1831 — Колибри-отшельники
- Phaethornis Swainson, 1827 — Солнечные колибри
- Ramphodon Lesson, 1830 — Колибри-рамфодоны
- Threnetes Gould, 1852 — Бородатые колибри